# Пажур, Альфонс
А́льфонс Па́жур (хорв. Alfons Pažur; 13 марта 1896, Аграм, Королевство Хорватия и Славония, Австро-Венгрия — 26 марта 1973, Загреб, СФРЮ) — югославский хорватский футболист, защитник. Участник Олимпиады 1924 года.

## Карьера

### Клубная
Футболом начал заниматься в 1913 году в молодёжной команде загребского клуба «Илирия», однако, когда началась Первая мировая война Альфонс был мобилизован в австро-венгерскую армию и отправился на фронт, где находился до завершения войны и распада Австро-Венгрии в 1918 году, после чего вернулся домой и продолжил играть в футбол в загребском клубе «Конкордия», в составе которого затем выступал вплоть до завершения карьеры игрока. Помимо этого, выступал в составе сборной Загреба, за которую провёл 7 матчей.

### В сборной
В составе главной национальной сборной Королевства СХС сыграл единственный раз 4 ноября 1925 года в проходившем в городе Падуя товарищеском матче со сборной Италии, в котором его команда потерпела поражение со счётом 1:2. Был в заявке сборной на Олимпиаде 1924 года, однако, на поле не выходил.

## После карьеры
Во время Второй мировой войны работал в окружном страховом управлении Загреба. После завершения войны работал в службе учёта на заводе, после чего, в 1960 году, вышел на пенсию.
Умер Альфонс Пажур на 78-м году жизни 26 марта 1973 года в родном Загребе.

## Личная жизнь
Младший брат Альфонса — Хуго — тоже был футболистом, сыграл за сборную 2 товарищеских матча в 1923 году.